# Ameisbühel
Ameisbühel är en bergstopp i Österrike.   Den ligger i distriktet Neunkirchen och förbundslandet Niederösterreich, i den östra delen av landet, 80 kilometer sydväst om huvudstaden Wien. Toppen på Ameisbühel är 1 150 meter över havet.
Terrängen runt Ameisbühel är kuperad åt nordväst, men åt sydost är den bergig. Närmaste större samhälle är Mürzzuschlag, 15,3 kilometer söder om Ameisbühel. 
I omgivningarna runt Ameisbühel växer i huvudsak blandskog. Runt Ameisbühel är det ganska glesbefolkat, med 48 invånare per kvadratkilometer.